# Nikon D80
La Nikon D80 è una fotocamera digitale a pentaprisma o DSLR in formato DX, prodotta dalla Nikon e lanciata sul mercato nel 2006. Unisce elementi entry-level della D50 e di fascia alta della D200, e nel catalogo ha sostituito le precedenti Nikon D70 e D70s, essendo poi sostituita a sua volta dalla D90, dal terzo trimestre del 2008.

## Caratteristiche
La D80 è equipaggiata con lo stesso sensore CCD da 10.2 Mpx presente sulla D200. Le foto possono essere memorizzate in formato NEF (il formato Raw Nikon) o in JPEG, con diverse opzioni per quanto riguarda la dimensione i pixel delle immagini e il livello di compressione. Come è tipico sulle reflex Nikon, il rapporto d'aspetto delle immagini è 3:2, lo stesso delle fotografie in formato Leica tradizionale.
Il corpo macchina è in plastica non tropicalizzato. Il display principale, sul retro del corpo macchina, è 2,5 pollici per 230 000 punti; un secondo display LCD retroilluminato, con informazioni sulle impostazioni di scatto correnti, si trova sulla parte superiore del corpo macchina. Informazioni sui dati di scatto sono riportate anche all'interno del mirino a pentaprisma. Nel corpo macchina è presente anche un flash a scomparsa con numero guida pari a 11. La macchina ha una interfaccia USB 2.0 e monta schede di memoria SD, con supporto SDHC.
La macchina può essere usata in modalità semplificata facendo uso di sette impostazioni vari-program (automatico, ritratto, panorama, macro, sport, panorama notturno e ritratto notturno), oppure essere usata in modo completamente manuale, a priorità di diaframma a priorità di tempo, o in modo bulb.
Il software in dotazione alla macchina permette numerose impostazioni fini. Fra l'altro è possibile impostare le opzioni di ottimizzazione delle immagini prodotte (per esempio rispetto a contrasto e nitidezza), scegliere il livello di ISO equivalente da impiegare e ridefinire le funzioni associate a molti dei controlli del corpo macchina. Il menu della fotocamera consente anche l'accesso a funzioni di elaborazione delle immagini scattate (per esempio cropping, correzione dell'effetto occhi rossi, desaturazione e viraggio, D-lighting).
Fra i numerosi optional disponibili per la macchina c'è l'impugnatura MBD80, che offre la possibilità di alimentare la macchina con due batterie Nikon, o con un set di comuni batterie batterie stilo, per aumentare l'autonomia di scatto della macchina.

## Galleria d'immagini

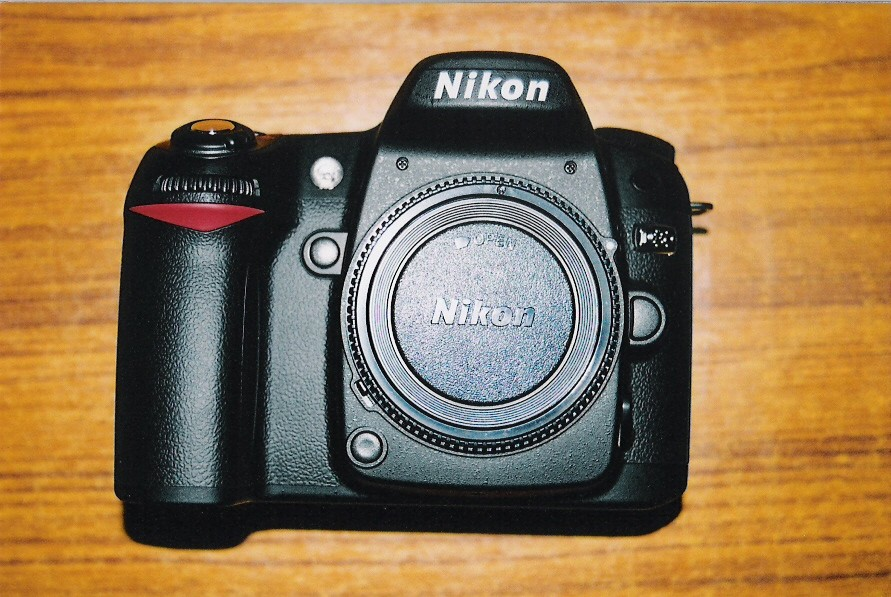
Corpo macchina
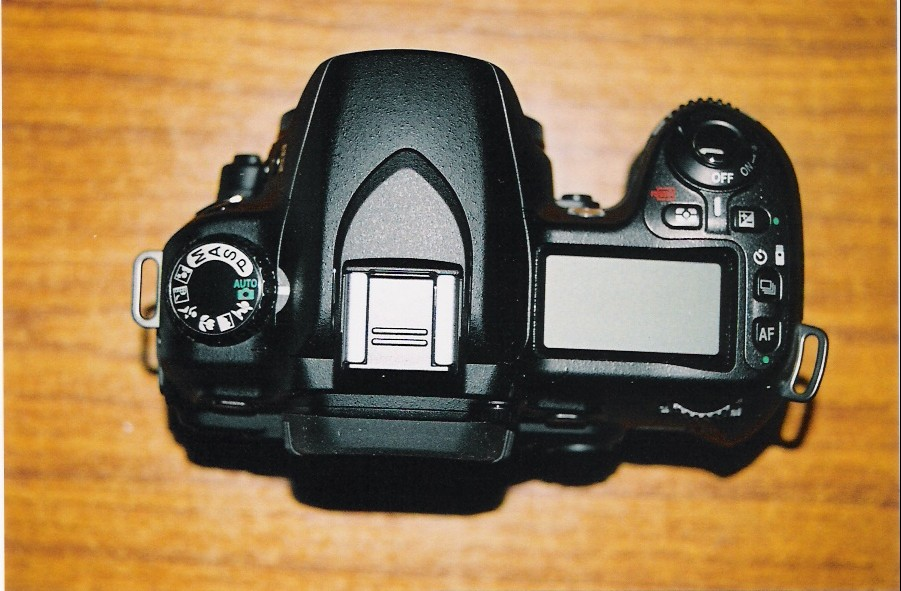
Corpo macchina dall'alto
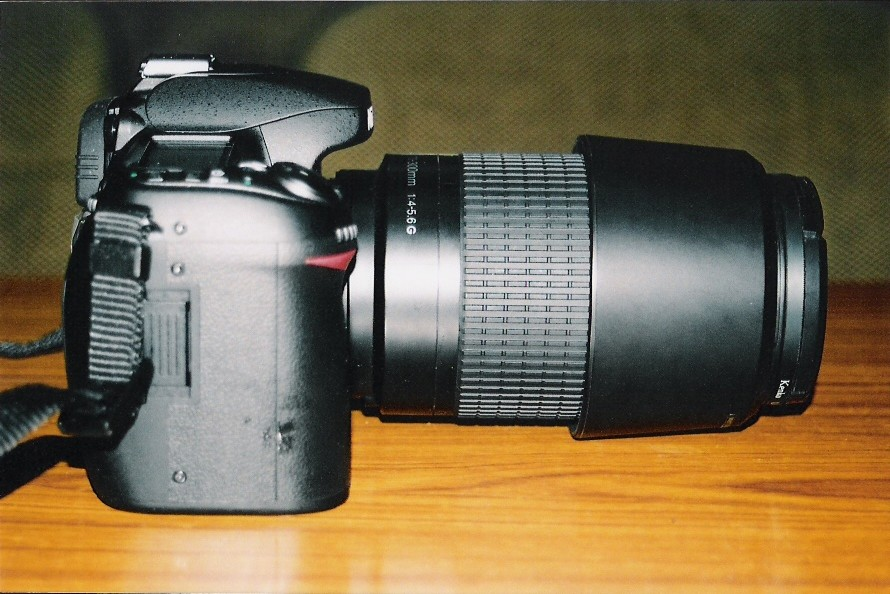
Con obiettivo da 70-300mm
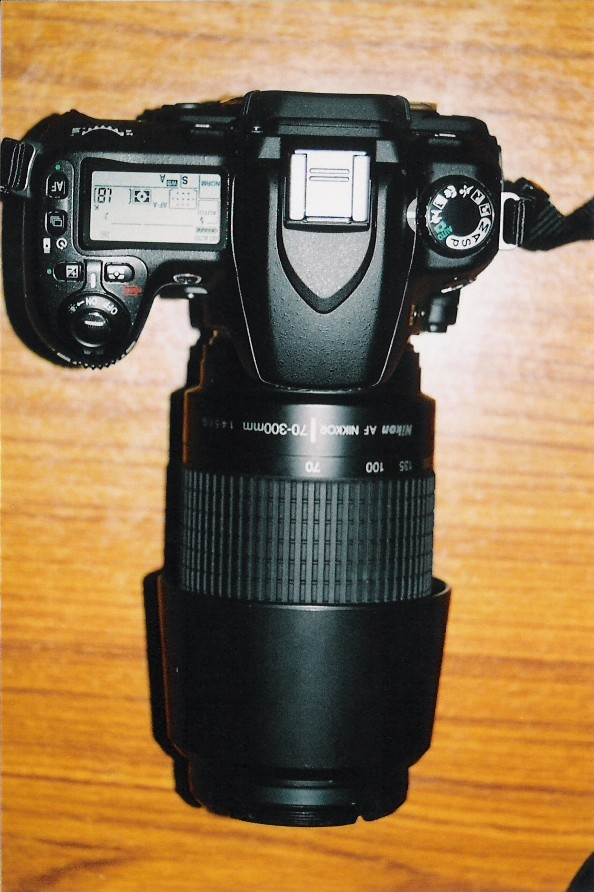
Vista dall'alto